# V1298 Tauri
V1298 Tauri, o K2-309, è una giovane stella T Tauri nella costellazione del Toro di magnitudine 10,3, distante 354 anni luce dal sistema solare. Situata nella regione di formazione stellare della Nube del Toro, ha un'età stimata di 28 ± 4 milioni di anni, e attorno a essa nell'ambito della missione estesa del telescopio spaziale Kepler sono stati scoperti orbitare quattro pianeti extrasolari.

## Caratteristiche
Le stelle variabili del tipo T Tauri sono giovani stelle di pre-sequenza principale aventi masse simili a quelle del Sole e la cui energia deriva prevalentemente dalla contrazione ancora in corso. Le loro dimensioni sono solitamente più grandi di stelle come il Sole, tuttavia la loro temperatura superficiale è minore; V1298 Tauri nonostante una massa solo leggermente superiore a quella del Sole ha una temperatura superficiale attorno ai 5000 K, è di tipo spettrale K0-1.5 e il suo raggio è del 35% superiore a quello del Sole. Al termine del collasso gravitazionale in corso, la temperatura nel suo nucleo sarà sufficientemente alta per innescare a pieno la fusione dell'idrogeno in elio e la stella entrerà nella sequenza principale per rimanerci, data la massa simile a quella del Sole, quasi 10 miliardi di anni. Non sono stati rilevati segni di accrezione ed eccessi di radiazione infrarossa, mentre sono state rilevate nel suo spettro linee di assorbimento H-alfa.
Come stella variabile, la sua magnitudine varia in modo imprevedibile da un massimo di 10,31 a un minimo di 10,54. La curva di luce mostra anche una variazione quasi periodica dovuta alla sua rotazione stellare e alla presenza di macchie, oltre al verificarsi di diversi brillamenti.
Facente parte della stessa associazione di β Pictoris, la stella di classe G HD 284154 pare sia legata fisicamente a V 1298, formando con essa una larga binaria. Leggermente più massiccia e luminosa, HD 284154 ha una temperatura superficiale simile al Sole ma con un raggio che è del 48% superiore.

## Sistema planetario
V1298 Tauri ha quattro pianeti confermati di cui i pianeti c, d e b sono vicini a una risonanza 1:2:3 (con periodi di 8,25, 12,40 e 24,14 giorni). Il sistema è molto giovane e potrebbe essere un precursore di un sistema planetario compatto. La risonanza 2:3 suggerisce che alcuni pianeti vicini possono formarsi in risonanze o evolversi in esse su scale temporali inferiori ai 10 milioni di anni. Le dimensioni dei pianeti scoperti sono comprese tra quelle di Nettuno e Saturno, solo il pianeta b ha una dimensione simile a quella di Giove.
Secondo i modelli planetari noti gli astronomi hanno stimato che i pianeti abbiano una massa minima del nucleo di 5 M⊕ e che siano circondati da uno spesso involucro che costituisce il 20% della loro massa, con una massa totale dei pianeti c e d compresa tra 2 e 28 masse terrestri e dei pianeti d e b tra 9 e 120 M⊕. Uno studio successivo alla scoperta ha ristretto la massa massima del pianeta b a 2,2 MJ, inoltre si sospettava inizialmente che il pianeta c stesse perdendo massa a causa dell'intensa radiazione ricevuta dalla stella ospite, tuttavia l'esistenza di una coda d'idrogeno ipotizzata nei primi studi è stata confutata nel 2021.
Un altro studio del novembre 2021 ha mostrato risultati inattesi riguardo alle teorie di formazione planetaria attualmente conosciute, anche se non si sono mai avute prove definitive per via dei pochi pianeti conosciuti in giovanissimi sistemi. I giovani pianeti giganti sono solitamente di grandi dimensioni e con basse densità, come previsto dalle teorie sull'evoluzione planetaria, che prevedono che siano necessari centinaia di milioni di anni di lenta contrazione perché un pianeta giunga alla sua dimensione finale. Tuttavia un gruppo di scienziati condotto da A. Suárez Mascareño ha stimato le masse dei pianeti più esterni con buona precisione, riscontrando densità simili a quelle dei pianeti giganti di sistemi più antichi. Il pianeta più esterno è il più compatto, con una densità poco inferiore a quella di Marte e quindi nettamente superiore a quella dei giganti gassosi, compresi quelli del sistema solare, mentre il terzo pianeta, seppur meno denso, ha una densità paragonabile a quella di Giove. 
I risultati dello studio suggeriscono quindi che alcuni giovani pianeti giganti si contraggano molto più velocemente di quanto previsto dai modelli evolutivi planetari.
Un ulteriore studio del 2021 basato sulla rilevazione di un secondo transito del pianeta e da parte di TESS ha ridefinito i raggi planetari e rilevato che anche il quarto pianeta pare coinvolto nella catena di risonanze orbitali che coinvolge gli altri tre. Il nuovo periodo orbitale del pianeta "e" è di 50,29 giorni, prossimo a una risonanza 1:2 con pianeta b, inoltre con un raggio di 0,89 MJ è non solo il più massiccio ma anche il più grande del sistema. In ogni caso anche quest'ultimo studio conferma le densità insolitamente elevate per pianeti giganti così giovani.

### Prospetto del sistema[10][9][1][11]
| Pianeta | Massa            | Raggio  | Densità     | Periodo orb.  | Sem. maggiore | Eccentricità | Scoperta |
| ------- | ---------------- | ------- | ----------- | ------------- | ------------- | ------------ | -------- |
| c       | 19,8+9,3 −8,9 M⊕ | 5,24 r⊕ | <0,76 g/cm³ | 8,25 giorni   | 0,0839 UA     | <0,43        | 2019     |
| d       | <36 M⊕           | 6,34 r⊕ | <0,81 g/cm³ | 12,4 giorni   | 0,1101 UA     | <0,21        | 2019     |
| b       | <159 M⊕          | 9,95 r⊕ | 1,45 g/cm³  | 24,14 giorni  | 0,169 UA      | <0,90        | 2019     |
| e       | 210±82 M⊕        | 9,5 r⊕  | 1,33 g/cm³  | 46,768 giorni | 0,2667 UA     | <0,57        | 2019     |